# Marion Dietrich
Marion Dietrich (1926–1974) était une pilote et l'une des 13 astronautes du Mercury 13 qui ont subi les mêmes essais de la NASA que les astronautes du Mercury Seven au début des années 1960.

## Biographie
Née à San Francisco en 1926, Dietrich était la fille de Richard Dietrich, qui travaillait dans l'importation, et de son épouse, Marion. Dietrich a commencé à voler très jeune, obtenant un certificat d'élève-pilote à l'âge de 16 ans. Elle et sa sœur jumelle Janet Dietrich étaient les seules filles de leur classe d'aviation au lycée de Burlingame.
En 1947, Marion Dietrich et sa sœur Janet ont participé à la course inaugurale de Chico à San Mateo [pas clair] qu'elles ont remporté, battant des hommes expérimentés. Dietrich a obtenu son diplôme en mathématiques et en psychologie à l'Université de Californie à Berkeley en 1949. Après avoir participé à d'autres courses locales, les jumelles aviatrices ont remporté le trophée de la deuxième place lors de la course aérienne transcontinentale féminine de 1951, connue sous le nom de Powder Puff Derby. Dietrich a travaillé pendant un certain temps comme journaliste pour l’Oakland Tribune, grâce à quoi elle a pu, à l'occasion un reportage, voler à vitesse supersonique en tant que passagère dans un avion de chasse. Elle est également devenue pilote de transport commercial, pendant des vols charters et des vols de convoyage.
En 1960, Dietrich et sa sœur faisaient partie d'un groupe sélect d'aviatrices invitées à la Lovelace Clinic à Albuquerque, où des experts évaluaient les potentiels astronautes de la NASA. Ces femmes y ont subi les mêmes tests et examens médicaux qu’Alan Shepard, John Glenn, et les autres hommes qui ont pu voyager dans l'espace. Les examens approfondis allaient de l'ingestion d'un tuyau de caoutchouc d'un mètre jusqu'à l'ingestion d'eau radioactive. Bien qu'elle ne mesurait que 1m61 et ne pesait que 45 kg, Dietrich a réussi le programme de tests, tout comme sa sœur et 11 autres femmes.
En juillet 1961, alors que ces femmes attendaient la phase suivante de leur programme, le test a été interrompu sans avertissement ni explication. Il aura fallu deux décennies de plus avant que les États-Unis n'envoient leur première femme dans l'espace, Sally Ride, une astrophysicienne devenue astronaute.
Dietrich est morte d'un cancer en 1974.

## Reconnaissance
En 2006, l’International Women's Air & Space Museum a inauguré une exposition en l'honneur du Mercury 13 (Mercury Women: Forgotten Link to the Future). En mai 2007, le Mercury 13 a reçu un doctorat en sciences honorifique de la part de l'Université du Wisconsin-Oshkosh.